# Jihadi John
Jihadi John, geboren als Muhammad Jassim Abulkarim Olayan al-Dhafri (Arabisch: محمد جاسم عبد الكريم عليان الظفيري; Al Jahra, Koeweit, 17 augustus 1988 – 12 november 2015), was de bijnaam van een lid van de Islamitische Staat in Irak en de Levant (ISIS). Hij was bekend vanwege zijn optreden als de gemaskerde beul in de als propaganda gemaakte en verspreide video's waarop de onthoofdingen van meerdere gijzelaars te zien zijn.
De werkelijke naam van Jihadi John was Mohammed Emwazi; hij was de zoon van Iraakse ouders die vanuit Koeweit naar Groot-Brittannië emigreerden en zich in Londen hadden gevestigd. Vermoedelijk in 2013 sloot hij zich aan bij ISIS; in 2014 was hij voor het eerst te zien in een onthoofdingsvideo. Eind 2015 kwam hij om het leven bij een Amerikaanse luchtaanval.

## Mohammed Emwazi
Mohammed Emwazi werd op 17 augustus 1988 in Al Jahra, Koeweit, geboren. Emwazi had één broer en twee zussen. Zijn ouders emigreerden in 1994 naar het Verenigd Koninkrijk en vestigden zich in North Kensington, Londen, nadat hen in Koeweit eerder het staatsburgerschap werd geweigerd. Daar groeide hij op en volgde het reguliere onderwijs. Klasgenoten omschreven hem als een rustige moslim die van voetbal hield. Als tiener echter bleek hij zijn emoties niet de baas te kunnen en moest hij vanwege de ongecontroleerde woedeaanvallen therapie volgen.
In 2006 ging hij naar de Universiteit van Westminster; deze universiteit zou later negatief in het nieuws komen omdat de vereniging van moslim-studenten gedomineerd werd door conservatieve moslims. Hier studeerde Emwazi Informatica en Business Management. Na zijn afstuderen werkte hij tijdelijk in Koeweit als computerprogrammeur. Daarna reisde hij samen met twee vrienden naar Tanzania, om er, naar hij beweerde, een week lang op safari te gaan. De mannen werden echter naar eigen zeggen bij aankomst op de luchthaven van Dar es Salaam aangehouden en 24 uur lang in een cel gehouden op verdenking van door te willen reizen naar Somalië, om zich daar aan te sluiten bij de islamitisch-terroristische organisatie Al-Shabaab. Via de luchthaven Schiphol keerde Emwazi terug naar Groot-Brittannië. De andere twee mannen hebben de safari-reis nooit ondernomen.
Emwazi maakte vervolgens diverse trips naar Koeweit. Ondertussen viel zijn naam steeds vaker bij terroristische zaken. In 2013 liet Emwazi zijn naam officieel veranderen en probeerde hij af te reizen naar Koeweit, maar werd tegengehouden. Daarna verdween Emwazi en gaven zijn ouders hem als vermist op. Vier maanden later informeerde de politie zijn ouders dat hun zoon zich had aangesloten bij ISIS in Syrië. Volgens Koeweitse autoriteiten zou de moeder van Mohammed Emwazi haar zoon direct aan zijn stem hebben herkend bij het verschijnen van de eerste onthoofdingsvideo van ISIS in augustus 2014.
Al in 2014 kende de Britse inlichtingendienst de identiteit van de gemaskerde beul van ISIS. In februari 2015 wist ook de Duitse journaliste Souad Mekhennet de ware identiteit van Jihadi John te ontdekken. Sinds de terechtstelling van Kenji Goto (31 januari 2015) werd Emwazi niet meer als beul op IS-video's gesignaleerd.
Op 13 november 2015 werd bekendgemaakt dat Emwazi doelwit was van een Amerikaanse luchtaanval en met vier andere personen was gedood.
IS bevestigde de dood van Emwazi in januari 2016.

## Pseudoniem
De naam Jihadi John heeft betrekking op het Britse accent van de beul, dat naar Londen te herleiden was. Hij behoorde tot een groep van vier terroristen met een Engels accent die naar analogie van de bekende Engelse muziekgroep The Beatles werd genoemd. Het pseudoniem Jihadi John verwijst naar John Lennon, de andere leden van de groep staan bekend onder de namen George, Paul en Ringo.

## Slachtoffers
Bij de moord op onderstaande personen trad Jihadi John als persoonlijke beul op:
- James Foley. James Foley was een Amerikaanse persfotograaf.
- Steven Sotloff. De 31-jarige Steven Joel Sotloff was een Amerikaans-Israëlische journalist.[15]
- David Haines. David Cawthorne Haines was een Britse hulpverlener en viel in maart 2013 in handen van ISIS.
- Alan Henning. De 47-jarige Alan Henning was een taxi-chauffeur in het Engelse Salford alvorens hij zich als vrijwilliger had opgegeven om samen met een team hulpgoederen te brengen naar slachtoffers van de oorlog in Syrië.[16]
- Peter Kassig. De 26-jarige Amerikaan Peter Kassig was een voormalig militair en hulpverlener en liet zich na zijn bekering tot de islam Abdul-Rahman Kassig noemen.[17]
- Militairen van het Syrische leger. Jihadi John gaf de leiding aan een slachtpartij van 21 Syrische soldaten door leden van ISIS.
- Haruna Yukawa. Haruna Yukawa werd op 24 januari 2015 door Jihadi John onthoofd.[18]
- Kenji Goto. De 47-jarige Japanner Kenji Goto was een tot het christendom bekeerde schrijver en een ervaren freelance journalist.